# غيورغ الأول (لاندغراف هسن-دارمشتات)
     لشخصية أخرى تحمل اسم جورج الأول، طالع جورج الأول (توضيح).

غيورغ الأول (Georg I؛ كاسل، 10 سبتمبر 1547 - دارمشتات، 7 فبراير 1596)؛ كان لاندغراف هسن-دارمشتات منذ 1567-1596.
الابن الرابع والأصغر لـ فيليب الشهم لاندغراف هسن وزوجته الأولى كريستينا الساكسونية التي تنتسب إلى أسر ألمانية وبولندية ونمساوية وبوهيمية عريقة، منذ يونيو 1547 وقبيل ولادته بثلاثة أشهر تم احتجز والده من قبل الإمبراطور شارلكان وذلك بسبب التآمر ضده بحيث أصبح سجيناً لمدة 5 سنوات المقبلة، توفيت والدته في 1549.
وبعد وفاة والده في 1567 تم تقسيم هسن بين أبنائه الأربعة، تلقى غيورغ كونتية كاتتسينيلنبوغن العـُليا واختار دارمشتات لإقامته، تميز عهده بـ مطاردة الساحرات بحيث تم توثيق إعدام 37 ساحرة بين عامي 1582 و1590، وتوفي في 7 فبراير 1596 وخلفه ابنه لودفيغ الخامس.

## الزواج والذرية
في 17 أغسطس 1572 تزوج من ماغدالينه ليبه (1552-1587)؛ وأنجبت له عشرة أبناء، بما في ذلك خليفته لودفيغ الخامس (1577-1626) و فريدرش الأول لاندغراف هسن-هومبورغ (1585-1638).
يوم 25 مايو 1589 تزوج من إليانوره فورتمبيرغ (1552-1618)؛ وأنجبت له ابناً توفي صيباً.